# Loc-Brévalaire
Loc-Brévalaire é uma comuna francesa na região administrativa da Bretanha, no departamento Finisterra. Estende-se por uma área de 1,66 km². Em 2010 a comuna tinha 212 habitantes (densidade: 127,7 hab./km²).